# 620년대
620년대는 620년부터 629년까지를 가리킨다.